# Giải vô địch bóng đá nữ U-20 thế giới 2008
Giải vô địch bóng đá nữ U-20 thế giới 2008 là giải đấu lần thứ tư giải bóng đá nữ trẻ lứa tuổi 20 được tổ chức. Giải diễn ra tại Chile từ 19 tháng 11 tới 7 tháng 12 năm 2008. Giải có sự hiện diện của 16 đội tuyển đại diện cho sáu liên đoàn châu lục, trong đó chủ nhà Chile có một suất vào thẳng vòng chung kết.

## Các đội tham dự
| Liên đoàn                          | Vòng loại                                                 | Đội                                       |
| ---------------------------------- | --------------------------------------------------------- | ----------------------------------------- |
| AFC (châu Á)                       | Giải vô địch bóng đá nữ U-19 châu Á 2007                  | CHDCND Triều Tiên · Nhật Bản · Trung Quốc |
| CAF (châu Phi)                     | Vòng loại U-20 khu vực châu Phi 2008                      | Nigeria · CHDC Congo                      |
| CONCACAF (Bắc, Trung Mỹ và Caribe) | Giải vô địch bóng đá nữ U-20 Bắc, Trung Mỹ và Caribe 2008 | Canada · Hoa Kỳ · México                  |
| CONMEBOL (Nam Mỹ)                  | Giải vô địch bóng đá nữ U-20 Nam Mỹ 2008                  | Brasil · Argentina                        |
| OFC (châu Đại Dương)               | do OFC chỉ định, không đấu vòng loại                      | New Zealand                               |
| UEFA (châu Âu)                     | Giải vô địch bóng đá nữ U-19 châu Âu 2007                 | Đức · Anh · Pháp · Na Uy1                 |
| Chủ nhà                            | Chủ nhà                                                   | Chile1                                    |

1.^ Đội lần đầu tham dự.

## Vòng bảng
Giờ thi đấu là giờ địa phương (GMT-3)

### Bảng A
| Đội         | Tr | T | H | B | BT | BB | HS | Đ |
| ----------- | -- | - | - | - | -- | -- | -- | - |
| Nigeria     | 3  | 2 | 1 | 0 | 6  | 3  | +3 | 7 |
| Anh         | 3  | 1 | 2 | 0 | 4  | 2  | +2 | 5 |
| New Zealand | 3  | 1 | 1 | 1 | 7  | 7  | 0  | 4 |
| Chile       | 3  | 0 | 0 | 3 | 3  | 8  | −5 | 0 |

| New Zealand      | 2–3      | Nigeria                                     |
| ---------------- | -------- | ------------------------------------------- |
| Percival 42' 52' | Chi tiết | Michael 31' · Chukwudi 35' · Chikwelu 90+2' |

| Chile | 0–2      | Anh                      |
| ----- | -------- | ------------------------ |
|       | Chi tiết | Chaplen 54' · Duggan 79' |

| Nigeria  | 1–1      | Anh         |
| -------- | -------- | ----------- |
| Orji 71' | Chi tiết | Dowie 45+1' |

| Chile                                   | 3–4      | New Zealand                           |
| --------------------------------------- | -------- | ------------------------------------- |
| Mardones 50' · Pardo 83' · Zamora 90+2' | Chi tiết | White 20' 36' (ph.đ.) 74' · Leota 66' |

| Nigeria                        | 2–0      | Chile |
| ------------------------------ | -------- | ----- |
| Guajardo 15' (l.n.) · Orji 41' | Chi tiết |       |

| Anh          | 1–1      | New Zealand    |
| ------------ | -------- | -------------- |
| Duggan 90+4' | Chi tiết | McLaughlin 27' |

### Bảng B
| Đội        | Tr | T | H | B | BT | BB | HS | Đ |
| ---------- | -- | - | - | - | -- | -- | -- | - |
| Hoa Kỳ     | 3  | 2 | 0 | 1 | 6  | 2  | +4 | 6 |
| Pháp       | 3  | 2 | 0 | 1 | 5  | 4  | +1 | 6 |
| Trung Quốc | 3  | 1 | 1 | 1 | 2  | 2  | 0  | 4 |
| Argentina  | 3  | 0 | 1 | 2 | 1  | 6  | −5 | 1 |

| Trung Quốc | 0–0      | Argentina |
| ---------- | -------- | --------- |
|            | Chi tiết |           |

| Pháp | 0–3      | Hoa Kỳ                      |
| ---- | -------- | --------------------------- |
|      | Chi tiết | Morgan 53' · Leroux 56' 71' |

| Hoa Kỳ                       | 3–0      | Argentina |
| ---------------------------- | -------- | --------- |
| Edwards 11' · Morgan 53' 90' | Chi tiết |           |

| Trung Quốc | 0–2      | Pháp                      |
| ---------- | -------- | ------------------------- |
|            | Chi tiết | Delie 70' · Le Sommer 87' |

| Hoa Kỳ | 0–2      | Trung Quốc                        |
| ------ | -------- | --------------------------------- |
|        | Chi tiết | Trương Duệ 52' · Lưu Thụ Khôn 58' |

| Argentina  | 1–3      | Pháp                              |
| ---------- | -------- | --------------------------------- |
| Jaimes 42' | Chi tiết | Le Sommer 65' 80' · Machart 90+3' |

### Bảng C
| Đội        | Tr | T | H | B | BT | BB | HS  | Đ |
| ---------- | -- | - | - | - | -- | -- | --- | - |
| Nhật Bản   | 3  | 3 | 0 | 0 | 7  | 2  | +5  | 9 |
| Đức        | 3  | 2 | 0 | 1 | 8  | 3  | +5  | 6 |
| Canada     | 3  | 1 | 0 | 2 | 5  | 4  | +1  | 3 |
| CHDC Congo | 3  | 0 | 0 | 3 | 1  | 12 | −11 | 0 |

| Canada | 0–2      | Nhật Bản              |
| ------ | -------- | --------------------- |
|        | Chi tiết | Goto 28' · Tanaka 40' |

| CHDC Congo | 0–5      | Đức                                                                    |
| ---------- | -------- | ---------------------------------------------------------------------- |
|            | Chi tiết | Kulig 7' 90+1' · Baunach 8' · Kerschowski 43' · N. Banecki 82' (ph.đ.) |

| Đức             | 1–2      | Nhật Bản                  |
| --------------- | -------- | ------------------------- |
| Kerschowski 61' | Chi tiết | Koyama 41' · Nagasato 83' |

| Canada                                                   | 4–0      | CHDC Congo |
| -------------------------------------------------------- | -------- | ---------- |
| Riverso 1' · Lam-Feist 40' · Filigno 77' · Armstrong 90' | Chi tiết |            |

| Đức                      | 2–1      | Canada        |
| ------------------------ | -------- | ------------- |
| Schmidt 77' · Schwab 90' | Chi tiết | Lam-Feist 81' |

| Nhật Bản                                      | 3–1      | CHDC Congo |
| --------------------------------------------- | -------- | ---------- |
| Mafuala 4' (l.n.) · Ataeyama 10' · Utsugi 78' | Chi tiết | Amani 6'   |

### Bảng D
| Đội               | Tr | T | H | B | BT | BB | HS  | Đ |
| ----------------- | -- | - | - | - | -- | -- | --- | - |
| Brasil            | 3  | 3 | 0 | 0 | 11 | 2  | +9  | 9 |
| CHDCND Triều Tiên | 3  | 2 | 0 | 1 | 10 | 6  | +4  | 6 |
| Na Uy             | 3  | 1 | 0 | 2 | 4  | 7  | −3  | 3 |
| México            | 3  | 0 | 0 | 3 | 2  | 12 | −10 | 0 |

| México    | 1–2      | Na Uy                |
| --------- | -------- | -------------------- |
| Garza 28' | Chi tiết | Lund 26' · Enget 76' |

| Brasil                                             | 3–2      | CHDCND Triều Tiên                 |
| -------------------------------------------------- | -------- | --------------------------------- |
| Janaína 45+2' · Érika 48' · Francielle 66' (ph.đ.) | Chi tiết | Ri Ye-Gyong 30' · Ri Un-Hyang 90' |

| CHDCND Triều Tiên        | 3–2      | Na Uy             |
| ------------------------ | -------- | ----------------- |
| Ri Y.G. 17' · Ra 29' 64' | Chi tiết | Herlovsen 52' 59' |

| México | 0–5      | Brasil                                                                      |
| ------ | -------- | --------------------------------------------------------------------------- |
|        | Chi tiết | Pamela 4' · Francielle 40' · Daiane 68' · Ketlen 90+4' · Ortiz 90+5' (l.n.) |

| CHDCND Triều Tiên                                                                    | 5–1      | México     |
| ------------------------------------------------------------------------------------ | -------- | ---------- |
| Ryom Su-Ok 9' · Pak Kuk-Hui 17' · Choe Un-Ju 39' · Ri Hyon-Suk 53' · Ri Ye-Gyong 66' | Chi tiết | Corral 84' |

| Na Uy | 0–3      | Brasil                              |
| ----- | -------- | ----------------------------------- |
|       | Chi tiết | Érika 39' · Daiane 80' · Pamela 83' |

## Vòng đấu loại trực tiếp
|  | Tứ kết                  | Tứ kết                |                         |   | Bán kết       | Bán kết       |  |  | Chung kết | Chung kết |
|  |                         |                       |                         |   |               |               |  |  |           |           |
|  | 30 tháng 11 – Coquimbo  |                       |                         |   |               |               |  |  |           |           |
|  |                         |                       |                         |   |               |               |  |  |           |           |
|  | Nigeria                 | 2                     |                         |   |               |               |  |  |           |           |
|  | Nigeria                 | 2                     | 4 tháng 12 – Temuco     |   |               |               |  |  |           |           |
|  | Pháp                    | 3                     |                         |   |               |               |  |  |           |           |
|  | Pháp                    | 3                     | Pháp                    | 1 |               |               |  |  |           |           |
|  | 1 tháng 12 – La Florida |                       | Pháp                    | 1 |               |               |  |  |           |           |
|  |                         | CHDCND Triều Tiên     | 2                       |   |               |               |  |  |           |           |
|  | Nhật Bản                | CHDCND Triều Tiên     | 2                       | 1 |               |               |  |  |           |           |
|  | Nhật Bản                |                       | 7 tháng 12 – La Florida | 1 |               |               |  |  |           |           |
|  | CHDCND Triều Tiên       | 2                     |                         |   |               |               |  |  |           |           |
|  | CHDCND Triều Tiên       | 2                     | CHDCND Triều Tiên       | 1 |               |               |  |  |           |           |
|  | 30 tháng 11 – Chillán   |                       | CHDCND Triều Tiên       | 1 |               |               |  |  |           |           |
|  |                         | Hoa Kỳ                | 2                       |   |               |               |  |  |           |           |
|  | Hoa Kỳ                  | Hoa Kỳ                | 2                       | 3 |               |               |  |  |           |           |
|  | Hoa Kỳ                  | 4 tháng 12 – Coquimbo |                         | 3 |               |               |  |  |           |           |
|  | Anh                     | 0                     |                         |   |               |               |  |  |           |           |
|  | Anh                     | 0                     | Hoa Kỳ                  | 1 |               |               |  |  |           |           |
|  | 1 tháng 12 – Temuco     |                       | Hoa Kỳ                  | 1 |               |               |  |  |           |           |
|  |                         | Đức                   | 0                       |   | Tranh hạng ba | Tranh hạng ba |  |  |           |           |
|  | Brasil                  | Đức                   | 0                       | 2 | Tranh hạng ba | Tranh hạng ba |  |  |           |           |
|  | Brasil                  |                       | 7 tháng 12 – La Florida | 2 |               |               |  |  |           |           |
|  | Đức                     | 3                     |                         |   |               |               |  |  |           |           |
|  | Đức                     | 3                     | Pháp                    | 3 |               |               |  |  |           |           |
|  |                         |                       |                         |   |               |               |  |  |           |           |
|  | Đức                     | 5                     |                         |   |               |               |  |  |           |           |
|  | Đức                     | 5                     |                         |   |               |               |  |  |           |           |

### Tứ kết
| Nigeria               | 2–3      | Pháp                                           |
| --------------------- | -------- | ---------------------------------------------- |
| Orji 13' · Jegede 38' | Chi tiết | Machart 2' · Le Sommer 49' · Coton Pelagie 88' |

| Hoa Kỳ                         | 3–0      | Anh |
| ------------------------------ | -------- | --- |
| Winters 53' · Leroux 81' 90+4' | Chi tiết |     |

| Nhật Bản     | 1–2      | CHDCND Triều Tiên              |
| ------------ | -------- | ------------------------------ |
| Nagasato 39' | Chi tiết | Cha Hu-Nam 22' · Ra Un-Sim 60' |

| Brasil                           | 2–3      | Đức                                        |
| -------------------------------- | -------- | ------------------------------------------ |
| Schiewe 38' (l.n.) · Adriane 88' | Chi tiết | S. Banecki 44' · Bock 68' · N. Banecki 82' |

### Bán kết
| Pháp              | 1–2      | CHDCND Triều Tiên                   |
| ----------------- | -------- | ----------------------------------- |
| Coton Pelagie 51' | Chi tiết | Ri Un-Hyang 68' · Ri Ye-Gyong 90+3' |

| Hoa Kỳ             | 1–0      | Đức |
| ------------------ | -------- | --- |
| Schmidt 21' (l.n.) | Chi tiết |     |

### Tranh hạng ba
| Pháp                            | 3–5      | Đức                                          |
| ------------------------------- | -------- | -------------------------------------------- |
| Pervier 45+1' 75' · Delie 90+2' | Chi tiết | Pollman 10' 29' 31' · Simic 67' · Schwab 80' |

### Chung kết
| CHDCND Triều Tiên | 1–2      | Hoa Kỳ                  |
| ----------------- | -------- | ----------------------- |
| Cha Hu-Nam 90+2'  | Chi tiết | Leroux 23' · Morgan 42' |

## Giải thưởng
| Chiếc giày vàng | Quả bóng vàng | Giải phong cách |
| --------------- | ------------- | --------------- |
| Sydney Leroux   | Sydney Leroux | Hoa Kỳ          |

### Đội hình tiêu biểu
| Thủ môn                         | Hậu vệ                                                                   | Tiền vệ                                                                      | Tiền đạo                                                                                     |
| ------------------------------- | ------------------------------------------------------------------------ | ---------------------------------------------------------------------------- | -------------------------------------------------------------------------------------------- |
| Christiane Endler Alyssa Naeher | Pak Kuk-hui Wendie Renard Bianca Schmidt Katharina Baunach Ingrid Ryland | Hara Natsuko Nicole Banecki Ri Ye-gyong Kim Kulig Toni Duggan Keelin Winters | Érika Marie-Laure Delie Nagasato Asano Sydney Leroux Ra Un-sim Eugénie Le Sommer Alex Morgan |

## Cầu thủ ghi bàn
5 bàn
- Sydney Leroux

4 bàn
- Alex Morgan
- Eugenie Le Sommer
- Ri Ye-Gyong

3 bàn
- Marie Pollman
- Rosie White
- Ebere Orji
- Ra Un-Sim

2 bàn
- Toni Duggan
- Daiane
- Érika
- Francielle
- Pamela
- Monica Lam-Feist
- Nicole Banecki
- Isabel Kerschowski
- Kim Kulig
- Lisa Schwab
- Isabell Herlovsen
- Ria Percival
- Nagasato Asano
- Nora Coton Pelagie
- Marie-Laure Delie
- Julie Machart
- Marine Pervier
- Cha Hu-Nam
- Ri Un-Hyang

1 bàn
- Brooke Chaplen
- Natasha Dowie
- Florencia Jaimes
- Adriane
- Janaína
- Ketlen
- Julie Armstrong
- Jonelle Filigno
- Loredana Riverso
- María Mardones
- Daniela Pardo
- Daniela Zamora
- Oliva Amani
- Sylvie Banecki
- Katharina Baunach
- Nathalie Bock
- Bianca Schmidt
- Julia Simic
- Becky Edwards
- Keelin Winters
- Charlyn Corral
- Dinora Garza
- Ida Elise Enget
- Marita Skammelsrud Lund
- Renee Leota
- Sarah McLaughlin
- Ataeyama Konomi
- Goto Michi
- Koyama Kie
- Tanaka Asuna
- Utsugi Rumi
- Rita Chikwelu
- Ogonna Chukwudi
- Joy Jegede
- Sarah Michael
- Choe Un-Ju
- Pak Kuk-Hui
- Ra Un-Sim
- Ri Hyon-Suk
- Ryom Su-Ok
- Lưu Thụ Khôn
- Trương Duệ

Phản lưới nhà
- Javiera Guajardo (cho Nigeria)
- Nanu Mafuala (cho Nhật Bản)
- Carolin Schiewe (cho Brasil)
- Bianca Schmidt (cho Hoa Kỳ)
- Wendoline Ortiz (cho Brasil)